# Cambodia
Cambodia [ˌkæmˈ.bəʊ.diə] (anhörenⓘ) (deutsch Kambodscha) ist ein Lied von Kim Wilde aus dem Jahr 1981, das von ihrem Vater Marty und ihrem Bruder Ricky Wilde geschrieben wurde.

## Hintergrund
Cambodia wurde am 2. November 1981, als erste Single aus Kim Wildes zweitem Studioalbum Select, veröffentlicht.
Das Lied ist im Original 3:56 Minuten lang. Von Cambodia existieren verschiedene Fassungen: Es gibt eine verlängerte 7:13-Minuten-Version (Cambodia + Reprise) als 12″-Schallplatte und auch einige Remixversionen. Die Reprise beinhaltet eine Up-tempo-Version von Cambodia.

## Inhalt
Musikalisch ist das Lied von der New-Wave- und der Synthpop-Musik beeinflusst. Cambodia enthält auch Einflüsse aus der elektronischen Musik, wie die anderen Lieder auf Kim Wildes Debütalbum.
Das Lied handelt von einer Frau, deren Partner als Militärpilot in Thailand stationiert ist. Eines Tages wird ihm befohlen, zu Einsätzen nach Kambodscha (englisch Cambodia) zu fliegen. Durch diese verändert sich der Mann psychisch und wirkt bei seinen Heimataufenthalten zunehmend depressiv. Obwohl er schließlich wieder nach Hause beordert wird, kehrt er nicht mehr dorthin zurück.
Der Liedtext war von der teilweise geheim durchgeführten Bombardierung Kambodschas im Rahmen des Vietnamkrieges (1964–1975) inspiriert (vgl. Operation MENU). Die Depressionen des Mannes könnten demnach auf die Kriegserlebnisse zurückzuführen sein.

## Kommerzieller Erfolg

### Chartplatzierungen
Cambodia avancierte unter anderen in Schweden und der Schweiz zum Nummer-eins-Hit. Darüber hinaus erreichte es Top-10-Platzierungen in Belgien, Deutschland und den Niederlanden (je Rang 2), Norwegen (Rang 3) sowie Österreich (Rang 4).
Während es in Österreich Wildes erster Top-10-Hit wurde, erreichte sie in Deutschland und der Schweiz nach Kids in America (1981) und Chequered Love (1981) je zum dritten Mal die Top 10. In Deutschland platzierte sich nie eine Single von Wilde besser in den Charts (Chequered Love ebenfalls Rang 2). In Österreich war er bis zur Veröffentlichung des Nummer-eins-Hits Anyplace, Anywhere, Anytime (2003) ihre erfolgreichste Chartsingle, sowohl in Sachen Höchstplatzierung als auch der Verweildauer.
| ChartsChartplatzierungen     | Höchstplatzierung | Wochen/ Monate |
| ---------------------------- | ----------------- | -------------- |
| Deutschland (GfK)            | 2 (26 Wo.)        | 26 Wo.         |
| Österreich (Ö3)              | 4 (3,5 Mt.)       | 3,5 Mt.        |
| Schweiz (IFPI)               | 1 (11 Wo.)        | 11 Wo.         |
| Vereinigtes Königreich (OCC) | 12 (12 Wo.)       | 12 Wo.         |

| ChartsJahrescharts (1982) | Platzierung |
| ------------------------- | ----------- |
| Deutschland (GfK)         | 15          |
| Österreich (Ö3)           | 15          |
| Schweiz (IFPI)            | 15          |

### Auszeichnungen für Musikverkäufe
In Frankreich wurde das Lied für 500.000 Verkäufe 1982 mit einer Goldenen Schallplatte ausgezeichnet.
| Land/Region       | Auszeichnungen für Musikverkäufe (Land/Region, Auszeichnung, Verkäufe) | Verkäufe |
| ----------------- | ---------------------------------------------------------------------- | -------- |
| Frankreich (SNEP) | Gold                                                                   | 500.000  |
| Insgesamt         | 1× Gold ·                                                              | 500.000  |

## Coverversionen
Zahlreiche Bands unterschiedlicher Stilrichtungen veröffentlichten Coverversionen von Cambodia, darunter die schwedische Doom-Metal-Band Enigmatic, der Trance-DJ Pulsedriver, die Future-Pop-Band Apoptygma Berzerk, Hearse (Melodic Death Metal), Scooter (Eurodance), Six Pack (Pop-Punk/Punk-Rock) und Anna-Sophie (Pop/EDM).